# Mistrzostwa Europy U-19 w Piłce Nożnej Kobiet 2024 (eliminacje)/Runda 1 Grupa B2
W Grupie B2 eliminacji do Mistrzostw Europy U-19 2024 brały udział następujące zespoły:
- Bośnia i Hercegowina U-19
- Estonia U-19
- Gibraltar U-19
- Liechtenstein U-19

## Stadiony
| Bijeljina           | Mapa miast-gospodarzy |
| ------------------- | --------------------- |
| Etno Selo Stanišići | Bijeljina             |
| Pojemność: ?        | Bijeljina             |
|                     | Bijeljina             |

## Tabela
| Reprezentacja             | M        | W        | R        | P        | Br+      | Br-      | +/-      | Pkt.     |
| ------------------------- | -------- | -------- | -------- | -------- | -------- | -------- | -------- | -------- |
| Bośnia i Hercegowina U-19 | 2        | 2        | 0        | 0        | 13       | 0        | +13      | 6        |
| Estonia U-19              | 2        | 1        | 0        | 1        | 9        | 1        | +8       | 3        |
| Gibraltar U-19            | 2        | 0        | 0        | 2        | 0        | 21       | -21      | 0        |
| Liechtenstein U-19        | wycofana | wycofana | wycofana | wycofana | wycofana | wycofana | wycofana | wycofana |

## Wyniki
| 24 października 2023 13:30 CET | Gibraltar U-19 | 0:9(0:2)Raport | Estonia U-19 · 15' Tarkmeel · 42', 51' (k) Kelli · 54' Panova · 67', 90+4' Lilles · 71' Palts · 81', 86' Lillemets | Etno Selo Stanišići, Bijeljina Sędzia: Fabienne Michel |
|                                |                |                | |                                                        |

| 27 października 2023 13:30 CET | Bośnia i Hercegowina U-19 · Radulović 2' · Avdić 6', 81' · Benković 8', 76' · Tekić 18', 67' · Oštraković 54' · Pupić 60' · Novaković 66' · Garibija 87' · Bratović 88' | 12:0(4:0)Raport | Gibraltar U-19 | Etno Selo Stanišići, Bijeljina Sędzia: Réka Molnar |
|                                | |                 |                |                                                    |

| 30 października 2023 13:30 CET | Estonia U-19 | 0:1(0:0)Raport | Bośnia i Hercegowina U-19 · 63' (sam.) Grutop | Etno Selo Stanišići, Bijeljina Sędzia: Zulema González |
|                                |              |                |                                               |                                                        |

## Strzelczynie

### 2 gole
- Edina Avdić
- Ivona Benković
- Kristina Tekić
- Aleksandra Kelli
- Kirkeliis Lillemets
- Kaili Lilles

### 1 gol
- Dalal Bratović
- Nina Garibija
- Jovana Novaković
- Lamija Oštraković
- Nina Pupić
- Lana Radulović
- Liselle Palts
- Marta Panova
- Helina Tarkmeel

### Gole samobójcze
- Vanessa Grutop (dla  Bośni i Hercegowiny)